# Албанска криза
Албанската криза е дипломатическа криза в отношенията между Сърбия и Австро-Унгария през октомври 1913 година.
След края на Първата балканска война Лондонският мирен договор предвижда създаването на независима Албания, въпреки желанието на Сърбия да получи излаз на Адриатическо море. През октомври 1913 година Сърбия се подготвя за окупация на част от Албания, предизвиквайки недоволството на Австро-Унгария, подкрепяна от нейния съюзник Германия. На 17 октомври сръбски войски навлизат в Албания и Австро-Унгария изпраща на сръбското правителство ултиматум за тяхното извеждане от страната. На следващия ден сръбските войски се изтеглят от Албания.